# جعفر عظیم‌زاده
جعفر عظیم‌زاده دبیر هیئت مدیره اتحادیه آزاد کارگران ایران، که در دادگاه انقلاب اسلامی تهران به شش سال زندان و دو سال محرومیت از عضویت در احزاب و فعالیت در فضای مجازی و رسانه‌ها محکوم شد.

## کار
عظیم‌زاده از ۱۳۶۳ به‌مدت ده سال کارگر کارخانه فتیله‌سازی در ساوه بود سپس به عنوان کارگر جوشکار پروژه‌ای در شرکت‌های مختلف پیمانکاری و مدت حدود ده سال در شرکت پیمانکاری گیلان سیال، در کارخانه‌های گوناگون از جمله کارخانه فیلتر صافی در شهر صنعتی شهرستان ساوه و در ده‌ها پروژه صنعتی دیگر کار کرد. در حال حاضر طبق اسناد پزشکی به علت ابتلا به دیسک کمر حاد و عدم دید قادر به کار نیست اما به دلیل قرار نگرفتن کارگران شرکت‌های پیمانکاری گازرسانی در زیر پوشش قانون کار، هرچند از نظر قانونی از کار افتاده محسوب می‌شود اما نمی‌تواند از مزایای قانونی ازکارافتادگی استفاده کند.

## فعالیت‌های صنفی
- از بنیان‌گذاران اصلی کمیته پیگیری ایجاد تشکل‌های آزاد کارگری در ۱۳۸۳، وی تا زمان ترک این کمیته و تشکیل اتحادیه سراسری کارگران اخراجی و بیکار در سال ۱۳۸۶، عضو شورای نمایندگان این کمیته بود.[۴]
- از بنیان‌گذاران اتحادیه سراسری کارگران اخراجی و بیکار(اتحادیه آزاد کارگران ایران): وی همراه با دوستانش پس از ترک کمیته پیگیری ایجاد تشکل‌های کارگری در آذر ماه سال ۱۳۸۵ اقدام به تأسیس «هیئت مؤسس اتحادیه سراسری کارگران اخراجی و بیکار» کرد و سپس در روز ۲۴ فروردین سال ۱۳۸۶ هیئت مؤسس مذکور با برگزاری مجمع عمومی با شرکت ۱۵۰ کارگر از کارخانه‌های مختلف، موجودیت اتحادیه سراسری کارگران اخراجی و بیکار را اعلام نمود. این اتحادیه تا پیش از ۳۰ فروردین ۱۳۸۷ اتحادیه سراسری کارگران اخراجی و بی‌کار نام داشت.[۵]
- در مجمع عمومی دوم اتحادیه سراسری کارگران اخراجی و بیکار که در روز سی ام فروردین ماه سال ۱۳۸۷ با پیشنهاد جعفر عظیم زاده و تصویب مجمع عمومی، اتحادیه سراسری کارگران اخراجی و بیکار به اتحادیه آزاد کارگران ایران تغییر نام داد.
- در مجمع عمومی اول اتحادیه سراسری کارگران اخراجی و بیکار به عنوان عضو هیئت مدیره و سخنگوی این اتحادیه انتخاب شد و سپس در مجمع عمومی دوم این اتحادیه که به اتحادیه آزاد کارگران ایران تغییر نام داد وی به عنوان رئیس هیئت مدیره اتحادیه انتخاب شد که تاکنون با این سمت در اتحادیه مشغول فعالیت است.[۵][۶][۷]
- تأسیس وبگاه «شورا» و بولتن کارگری به همین نام که از سال ۱۳۸۳ تا ۱۳۸۷  منتشر می‌شد.
- از هماهنگ‌کنندگان طومار چهل هزار نفری کارگران ایران برای افزایش مزد است این کمپین به مدت دو سال از اردیبهشت سال ۱۳۹۱ تا هنگام دستگیری عظیم‌زاده در دهم اردیبهشت ماه ۱۳۹۳ ادامه داشت.[۸]
- یکی از شش نماینده هزار کارگری است که با وکالت آقای دکتر خلیل بهرامیان دست به شکایت از سعید مرتضوی در رابطه با غارت صندوق سازمان تأمین اجتماعی زدند.
- در هیئت‌های تشخیص و حل اختلاف و در جلساتی در وزارت کار، به عنوان نماینده کارگران برخی کارخانه‌ها از جمله، ریسندگی پردیس، فولاد زاگرس، فرش غرب بافت،... حضور داشته‌است.
- در اعتصابات مختلف کارگری از جمله اعتصابات کارگران لاستیک البرز، پتروشیمی‌های ماه‌شهر، نساجی کردستان، کارخانه شاهو، ریسندگی پرریس، کارخانجات صنایع فلزی شماره ۱ و ۲، ایران خودرو، سایپا، کارخانه فرش غرب بافت، شرکت واحد تهران، پروفیل ساوه، نورد و لوله صفا، عسلویه دوشادوش کارگران این مراکز برای تحقق خواست‌های آنها مبارزه کرده‌است.[۹]

●  جعفر عظیم‌زاده در دهه هشتاد خورشیدی در سرویس کارگریِ مجله "پیام سندیکا" (نشریه هفتگی سندیکاهای کارگری ایران) به سردبیری روبرت درویش قلم می‌زد. 

## سوابق زندان و دستگیری
- اولین بار در ۱۷ اسفند ماه ۱۳۸۴ بدنبال بازداشت صدها نفر از کارگران شرکت واحد تهران و تلاش برای کمک به آن‌ها، بازداشت و پس از دو روز از قرنطینه زندان اوین به زندان قزل حصار منتقل و در آن‌جا پس از سه روز، رئیس این زندان (علی مردانی) به همراه ۵ زندانبان دیگر، با زور سر وی را تراشیدند و پس از کتک کاری وحشیانه‌ای که منجر به شکستن یکی از دنده‌های قفسه سینه‌اش شد او را ساعت ۱۲ شب ۲۱ یا ۲۲ اسفند آزاد کردند.[۱۱]
- بدنبال فراخوان تشکل‌های مستقل کارگری برای برگزاری مراسم اول ماه مه سال ۱۳۸۸ که اتحادیه آزاد کارگران ایران نیز یکی از آنها بود جعفر عظیم‌زاده در محل تجمع در پارک لاله دستگیر و پس از ۵۳ روز بازداشت که ۳۳ روز آن زندان انفرادی بود آزاد شد. وی پس از محاکمه در رابطه با این پرونده تبرئه شد.[۱۲]
- برای بار سوم در روز دهم اردیبهشت ماه ۱۳۹۳ نیمه‌های شب با هجوم مأمورین امنیتی بازداشت و پس از ۴۵ روز زندان انفرادی آزاد شد. بازداشت وی در این روز بدنبال آن صورت گرفت که هماهنگ‌کنندگان طومار اعتراضی چهل هزار نفری کارگران طی نامه‌ای به وزیر کار که انتشار علنی پیدا کرد خواهان تجدید نظر در حداقل مزد سال ۱۳۹۳ شدند و اعلام کردند در صورت عدم توجه وزارت کار به این خواست دست به تجمع در مقابل وزارت کار در روز جهانی کارگر خواهند زد. بدنبال این نامه، وزارت اطلاعات طی تماسی با جعفر عظیم‌زاده خواهان لغو این تجمع شد اما وی و دوستانش برگزاری این تجمع را حق خود اعلام کردند. بدنبال این مذاکرات و عدم توفیق وزارت اطلاعات در جلوگیری از تجمع، مأمورین این نهاد نیمه‌های شب منازل سه نفر از هماهنگ‌کنندگان طومار چهل هزار نفری کارگران (پروین محمدی، جعفر عظیم‌زاده، جنیل محمدی) را مورد یورش قرار دادند و موفق به بازداشت جعفر عظیم‌زاده و جمیل محمدی شدند. در پی این بازداشت و پرونده سازی، وی با اتهامات «اجتماع و تبانی به قصد اقدام علیه امنیت کشور» و «تبلیغ علیه نظام جمهوری اسلامی» به شش سال زندان و ۲ سال محرومیت از فعالیت در رسانه‌ها، عضویت در سازمان‌ها و… محکوم و پس از تأیید حکم در دادگاه تجدید نظر با احضاریه دادگاه اجرای احکام روز ۱۷ آبان‌ماه ۱۳۹۴ برای اجرای حکم به بند هشت زندان اوین منتقل شد.
- برای بار چهارم بدنبال بازداشت شاپور احسانی‌راد از اعضای هیئت مدیره اتحادیه آزاد کارگران ایران در شهر ساوه که در ارتباط با اعتصاب کارگران نورد و لوله صفا صورت گرفته بود در روز سوم خرداد ماه ۱۳۹۴ در محل بازپرسی شعبه دوم دادگاه عمومی و انقلاب ساوه بازداشت و پس از ۱۸ روز بازداشت در سلول انفرادی آزاد شد. در رابطه با این بازداشت برای جعفر و شاپور احسانی‌راد در دادگستری شهرستان ساوه یک پرونده امنیتی با اتهامات پرونده قبلی و یک پرونده کیفری با اتهامات «برهم زدن نظم عمومی» و «تشویش اذهان عمومی» تشکیل شد. جعفر و شاپور در رابطه با پرونده‌ای که در شعبه یک دادگاه انقلاب ساوه تشکیل شده‌است اخیراً هر کدام به یازده سال زندان محکوم شده‌اند و پرونده کیفری آنان پس از برگزاری یک جلسه محاکمه هنوز باز است و فعلاً حکمی صادر نشده‌است.
- علاوه بر این‌ها جعفر عظیم‌زاده بارها به دفتر پیگیری وزارت اطلاعات احضار و با ده‌ها مورد تماس تلفنی از سوی مأمورین امنیتی مورد بازجوئی و تهدید قرار گرفته‌است.
- اعتصاب غذای ۶۳ روزه همراه با اسماعیل عبدی با خواست پایان دادن به امنیتی کردن اعتراضات صنفی و مدنی و برداشته شدن اتهامات امنیتی از پرونده‌های فعالین صنفی مدنی. وی در حال حاضر با ۱۷ سال محکومیت به زندان و حکم دو سال محرومیت از فعالیت‌های رسانه‌ای و عضویت در سازمان‌ها و تشکل‌ها و…، زندانی بند هشت زندان اوین محسوب می‌شود که بدنبال اعتصاب غذای ۶۳ روزه و حمایت‌های وسیع داخلی و جهانی در بیرون از زندان به‌سر می‌برد.
- در دادنامه ۵ صفحه‌ای صادره بر علیه جعفر در شعبه ۱۵ دادگاه انقلاب تهران (شش سال زندان) مصادیق اتهامات وارده بر وی («اجتماع و تبانی به قصد اقدام علیه امنیت کشور» و «تبلیغ علیه نظام جمهوری اسلامی») چنین آورده شده‌است: تشکیل اتحادیه آزاد کارگران ایران، اتحادیه سراسری کارگران اخراجی و بیکار، کمیته پیگیری ایجاد تشکل‌های آزاد کارگری، شرکت در تجمع روز جهانی کارگر پارک لاله در ۱۳۸۸، هدایت کارگران در اعتراضات ۱۳۸۴، اقدام به تشکیل و برنامه‌ریزی و مدیریت تجمعات کارگری در زمان دولت جدید و تهدید به تجمع و اعتصاب در اسفند ماه ۱۳۹۲، جمع‌آوری تومار اعتراضی چهل هزار نفری کارگران و تجمعات در مقابل مجلس و وزارت کار و هدایت و اجرای این تجمعات، تهدید وزارت کار در نامه‌ای به وزیر کار برای برگزاری تجمع در روز جهانی کارگر ۱۳۹۳ در مقابل وزارت کار در اعتراض به مزد مصوب، شکایت از سعید مرتضوی و دیگر غارتگران سه هزار میلیارد تومانی از صندوق سازمان تأمین اجتماعی به عنوان نماینده هزار کارگر، اعتراض به ایجاد تغییرات ضد کارگری‌تر در قانون کار، نشست و ملاقات با دیگر تشکل‌های مستقل کارگری از قبیل سندیکای کارگران شرکت واحد تهران، سندیکای کارگران نیشکر هفت تپه، کمیته هماهنگی، کمیته پیگیری و مصاحبه با سایت اتحاد (سایت اتحادیه آزاد کارگران ایران) و برخی رسانه‌های برون مرزی و…، صورت گرفته‌است. در این حکم تلاش شده‌است با ربط دادن جعفر عظیم‌زاده به یکی از سازمانهای چپ در اوایل انقلاب (در سن ۱۲–۱۳ سالگی‌اش) با قید این عنوان که «نامبرده با افکار مارکسیستی بدنیا آمده‌است»، تمامی فعالیت‌های قانونی و بر حق ایشان، اقدامی سیاسی بر علیه نظام وانمود و زمینه محکومیتش فراهم شود.
- در دادنامه صادره بر علیه جعفر و شاپور در شعبه اول دادگاه انقلاب ساوه (۱۱ سال زندان) مصادیق اتهامات («اجتماع و تبانی به قصد اقدام علیه امنیت کشور» و «تبلیغ علیه نظام جمهوری اسلامی») به شرح زیر است: تشکیل اتحادیه آزاد کارگران ایران، قرار گرفتن در راس هرم اتحادیه و مدیریت اتحادیه آزاد کارگران ایران – مصاحبه و نوشتن مقاله و فعالیت‌های رسانه‌ای و ارتباط آن‌ها با اعتصاب کارگران نورد و لوله صفا
- علاوه بر حمایت‌های داخلی و بین‌المللی کارگری و حقوق بشری در سرتاسر جهان و داخل کشور که به‌طور وسیعی از جعفر عظیم‌زاده صورت گرفته و در این لیست نوام چامسکی و شخصیت‌های برجسته دانشگاهی نیز قرار دارند عفو بین‌الملل پس از بازداشت جعفر در ده اردیبهشت ۱۳۹۳ تاکنون سه بار در حمایت از وی فراخوان داده و کنفدراسیون بین‌المللی اتحادیه‌های کارگری (ای تی یو سی) به‌طور رسمی از دولت جمهوری اسلامی در سازمان جهانی کار شکایت کرده‌است.[۱۳]

## محکومیت
جعفر عظیم‌زاده، ۱۰ اسفند ۹۳ در شعبه ۱۵ دادگاه انقلاب به ریاست قاضی صلواتی به اتهام «اجتماع و تبانی به قصد اقدام علیه امنیت کشور» و «اخلال در نظم عمومی» به شش سال زندان و به اتهام «فعالیت تبلیغی علیه نظام» به یک سال حبس محکوم شد.
او همچنین با استناد به ماده ۲۳ قانون مجازات اسلامی از عضویت در احزاب، گروه‌ها و دسته‌جات سیاسی و فعالیت مجازی، رسانه‌ها و مطبوعات به مدت دو سال محروم شده‌است.
جعفر عظیم‌زاده، بار دیگر در ۱۸ خرداد ۱۳۹۹ با تشکیل یک پرونده دیگر به اتهام «تبلیغ علیه نظام» به ۱۳ ماه زندان محکوم شد.

## دچار شدن به کروناویروس
در ۲۶ فروردین ۱۳۹۹ جعفر عظیم‌زاده در حالی که ۱۵ ماه گذشته را در زندان سپری کرده و واجد شرایط اعطای مرخصی به زندانیان پس از شیوع کرونا می‌شود، با کارشکنی دادستانی تهران کماکان از اعزام به مرخصی محروم مانده‌است. در همین زمان به خانواده وی اطلاع داده شده که برای او پرونده و طرح اتهام جدیدی تشکیل شده‌است.
در ۱۸ خرداد ۱۳۹۹ جعفر عظیم‌زاده در حالی که در زندان اوین محبوس است، بابت تشکیل یک پرونده دیگر به اتهام «تبلیغ علیه نظام» به ۱۳ ماه زندان دیگر محکوم و در ۱۱ مرداد تأیید شد. بنا بر گزارش صدای آمریکا روز یکشنبه ۵ مرداد ۱۳۹۹ جعفر عظیم‌زاده در دو نوبت مورد حمله سازمان یافته دو زندانی که یکی متهم به قاچاق مواد مخدر بوده و دیگری اعتیاد شدید به مواد مخدر داشته‌است، قرار گرفت.

## اعتصاب غذا
جعفر عظیم‌زاده زندانی مدافع حقوق کارگران، از ظهر روز جمعه ۱۰ اردیبهشت ۹۵ اعتصاب غذای نامحدود خود را به همراه اسماعیل عبدی دبیر کانون صنفی معلمان ایران شروع کرد. آنها تصمیم خود به اعتصاب غذا را در نامه‌ای به رئیس زندان این‌گونه بیان کردند، «در اعتراض به امنیتی کردن فعالیت‌های صنفی و تجمعات و اعتصابات کارگران و معلمان، دست‌مزدهای زیر خط فقر، ممنوعیت برگزاری مستقلانه و آزادانه روز جهانی کارگر و روز جهانی معلم، عدم شفافیت و عمل مؤثر سازمان جهانی کار در قبال نقض حقوق بنیادین کارگران و معلمان ایران و با خواست خارج کردن اتهام «اجتماع و تبانی به قصد اقدام علیه امنیت ملی کشور» و دیگر اتهامات امنیتی از پرونده‌های مفتوح کارگران و معلمان معترض و برداشتن این‌گونه اتهامات جعلی و ساختگی از پرونده‌های خود و دیگر فعالان کارگری و معلمان زندانی از امروز دهم اردیبهشت ماه سال ۱۳۹۵ از دریافت غذای زندان خودداری و دست به اعتصاب غذای نامحدود می‌زنم.»

### واکنش‌ها
عباس جعفری دولت‌آبادی دادستان تهران پس از ملاقات با همسر جعفر عظیم‌زاده به وی گفت برای او هیچ کاری نمی‌کند حتی اگر بمیرد.
سازمان عفو بین‌الملل روز ۹ تیرماه ۱۳۹۵ در بیانه‌ای نسبت به وضعیت «بسیار بحرانی» عظیم زاده هشدار داد و خواستار آزادی بی‌قید و شرط او شد.

### آزادی
جعفر عظیم زاده پس از ۶۳ روز اعتصاب غذا آزاد شد با قول اعاده دادرسی و رسیدگی عادلانه به پرونده اش و مرخصی قابل تمدید پنجشنبه ۱۰ تیر ساعت ۸ شب به اعتصاب غذای خود پایان داد.